# II. třída okresu Ústí nad Orlicí 2003/2004
V soubojích fotbalové II. třídy okresu Ústí nad Orlicí 2003/2004, jedné ze skupin 8. nejvyšší fotbalové soutěže, se utkalo 14 týmů dvoukolovým systémem podzim – jaro. Tento ročník skončil v červnu 2004. Postup si zajistil vítězný tým SK Vysoké Mýto „B“, sestoupily poslední dva týmy TJ Sokol České Heřmanice a TJ Sokol Řetová.

## Výsledná tabulka
| Poř. | Tým                      | Z  | V  | R  | P  | VG | OG | B  |
| ---- | ------------------------ | -- | -- | -- | -- | -- | -- | -- |
| 1.   | SK Vysoké Mýto „B“       | 26 | 16 | 9  | 1  | 69 | 25 | 57 |
| 2.   | TJ Sokol Luková          | 26 | 14 | 3  | 9  | 45 | 44 | 45 |
| 3.   | FK Mistrovice            | 26 | 13 | 5  | 8  | 51 | 43 | 44 |
| 4.   | TJ Lanškroun „B“         | 26 | 12 | 7  | 7  | 45 | 38 | 43 |
| 5.   | TJ Sopotnice             | 26 | 11 | 7  | 8  | 57 | 34 | 40 |
| 6.   | TJ Sokol Verměřovice     | 26 | 9  | 11 | 6  | 34 | 24 | 38 |
| 7.   | TJ Sokol Němčice         | 26 | 9  | 6  | 11 | 46 | 46 | 33 |
| 8.   | SK Sloupnice             | 26 | 8  | 8  | 10 | 46 | 55 | 32 |
| 9.   | TJ Sokol Tatenice        | 26 | 7  | 9  | 10 | 43 | 47 | 30 |
| 10.  | FK Z.O.D. Zálší          | 26 | 8  | 6  | 12 | 41 | 52 | 30 |
| 11.  | TJ Jiskra Červená Voda   | 26 | 8  | 6  | 12 | 34 | 46 | 30 |
| 12.  | TJ Sokol Těchonín        | 26 | 7  | 8  | 11 | 34 | 49 | 29 |
| 13.  | TJ Sokol České Heřmanice | 26 | 7  | 7  | 12 | 40 | 51 | 28 |
| 14.  | TJ Sokol Řetová          | 26 | 3  | 8  | 15 | 30 | 61 | 17 |

Poznámky:
- Z = Odehrané zápasy; V = Vítězství; R = Remízy; P = Prohry; VG = Vstřelené góly; OG = Obdržené góly; B = Body; (S) = Mužstvo sestoupivší z vyšší soutěže; (N) = Mužstvo postoupivší z nižší soutěže (nováček)

|  | Postup do I. B třídy Pardubického kraje 2004/2005     |
|  | Sestup do III. třídy okresu Ústí nad Orlicí 2004/2005 |